# Witold Waszczykowski
Witold Jan Waszczykowski (Piotrków Trybunalski, 5 de mayo de 1957) es un político polaco. Fue Ministro de Relaciones Exteriores entre 2015 y 2018. Waszczykowski fue miembro del Sejm (2011-2019) y ha sido miembro del Parlamento Europeo desde 2019.

## Biografía
Waszczykowski nació en Piotrków Trybunalski, Polonia, el 5 de mayo de 1957. Se graduó de la Universidad de Łódź, con una maestría en historia, y de la Universidad de Oregón, donde recibió una maestría en estudios internacionales. Waszczykowski completó estudios avanzados en el Centro de Política de Seguridad de Ginebra. También tiene un doctorado en historia de la Universidad de Łódź.
Se incorporó al Ministerio de Asuntos Exteriores en 1992. Entre 1997 y 1999 trabajó en la Representación Permanente de Polonia ante la OTAN en Bruselas como subjefe de misión. De 1999 a 2002, Waszczykowski fue embajador de Polonia en Irán. El 4 de noviembre de 2005, se convirtió en Viceministro de Relaciones Exteriores. Waszczykowski se desempeñó como jefe negociador con Estados Unidos sobre defensa antimisiles. Sirvió hasta el 11 de agosto de 2008.
Desde el 27 de agosto de 2008 hasta el 6 de julio de 2010, Waszczykowski fue subjefe de la Oficina de Seguridad Nacional. En las elecciones parlamentarias de 2011, se postuló con éxito para el Sejm. Fue reelegido en 2015. Desde el 16 de noviembre de 2015, Waszczykowski fue Ministro de Asuntos Exteriores en el Gabinete de Beata Szydło.
El 10 de enero de 2017, accidentalmente se refirió al país de San Cristóbal y Nieves como "San Escobar" (según los informes, el error proviene del nombre español de las islas, San Cristóbal y Nieves). Esto fue recogido de inmediato por periódicos de todo el mundo, como The Guardian, The Telegraph, The Washington Post, The New York Times, y Britské listy. En 2019, fue elegido miembro del Parlamento Europeo, recibiendo 168 021 votos. Waszczykowski también ha estado cooperando con el Instituto Sobieski.